# Manzolino (area protetta)
Il Manzolino è una zona di protezione speciale e sito di importanza comunitaria della Rete Natura 2000, situata nei comuni di Modena, Castelfranco Emilia, San Giovanni in Persiceto e Sant'Agata Bolognese.

## Descrizione e caratteristiche

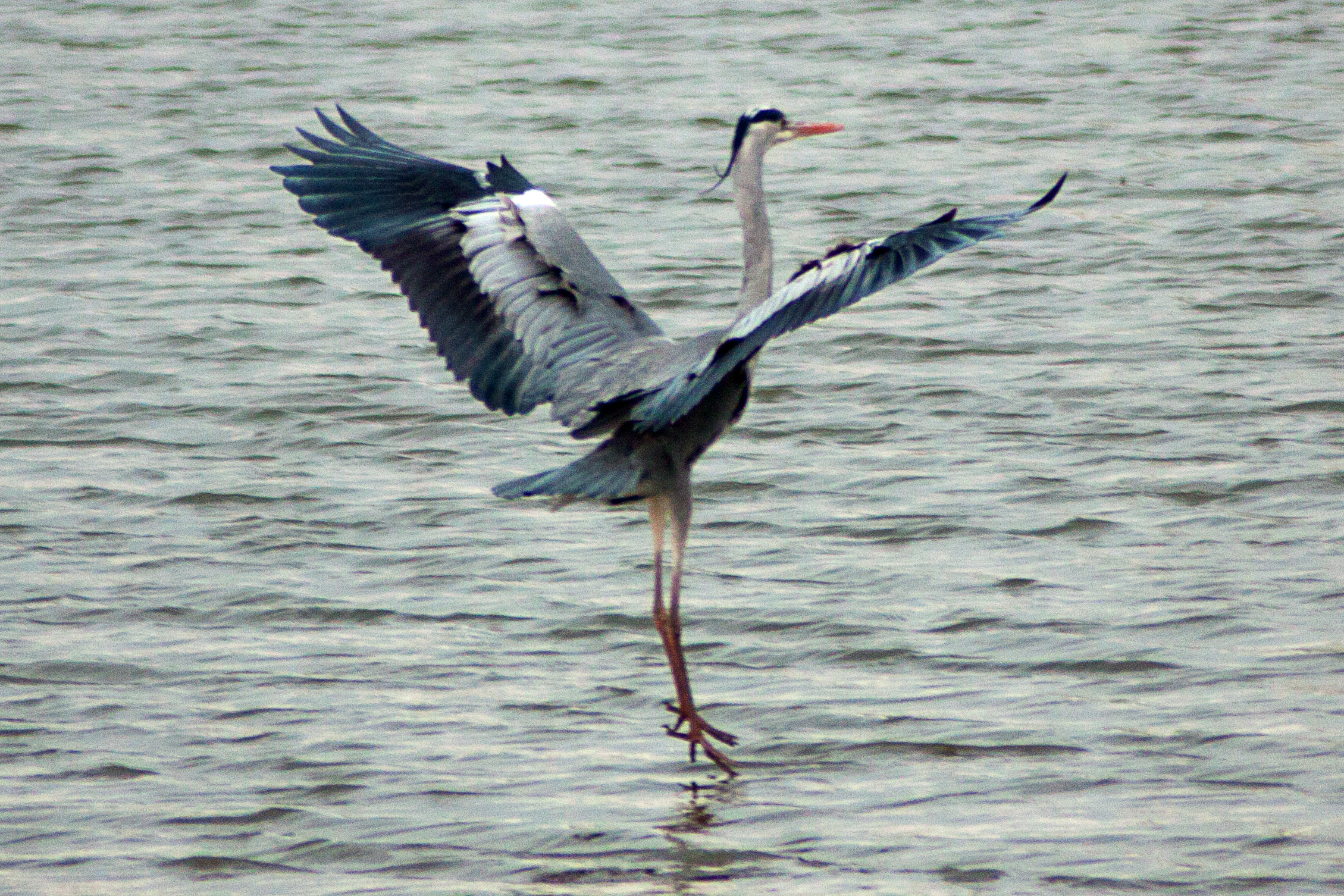
Airone cinerino all'oasi di Manzolino

Il sito si estende in pianura per 103 ettari in provincia di Modena e 223 ettari nella città metropolitana di Bologna e comprende la cassa di espansione del Canale di San Giovanni e i bacini di Tivoli.
La cassa di espansione ricade in provincia di Modena ed è formata da tre bacini con acque poco profonde, estesi per una superficie complessiva di circa 30 ettari e con una ricca vegetazione palustre. Nelle adiacenze della cassa, vi sono rimboschimenti con specie autoctone e pioppeti artificiali. I bacini di Tivoli sono divisi in due gruppi (di 15 e 25 ettari) dalla strada che da Tivoli va a Castelfranco Emilia. Sono stati creati negli anni 1960 e 1970 principalmente per l'itticoltura e una parte è in stato di abbandono. Nella parte modenese il sito ricade nell'oasi di protezione della fauna di Manzolino.
Nella parte bolognese alcuni bacini sono stati acquisiti dal Comune di San Giovanni in Persiceto per la realizzazione di interventi di riqualificazione naturalistica.

## Fauna

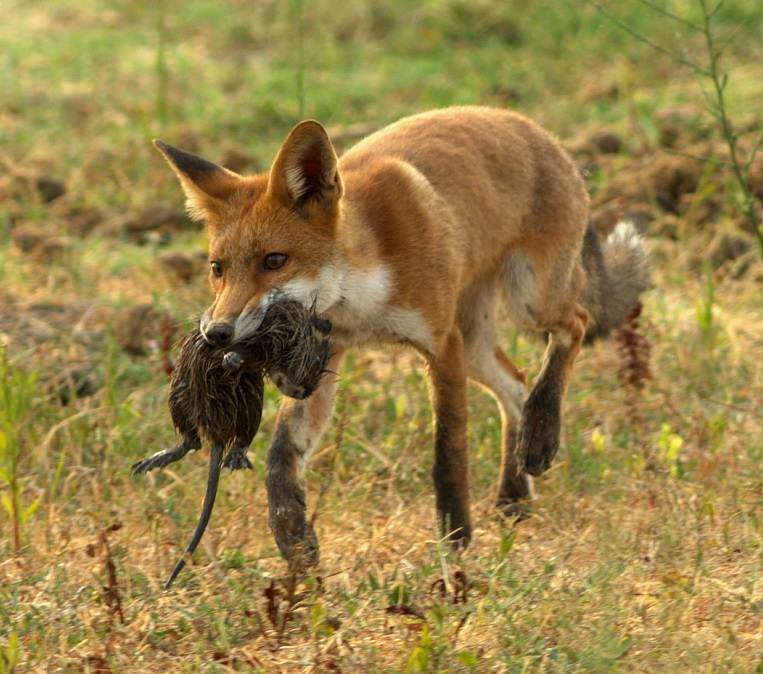
Volpe con nutria nell'area protetta di Manzolino

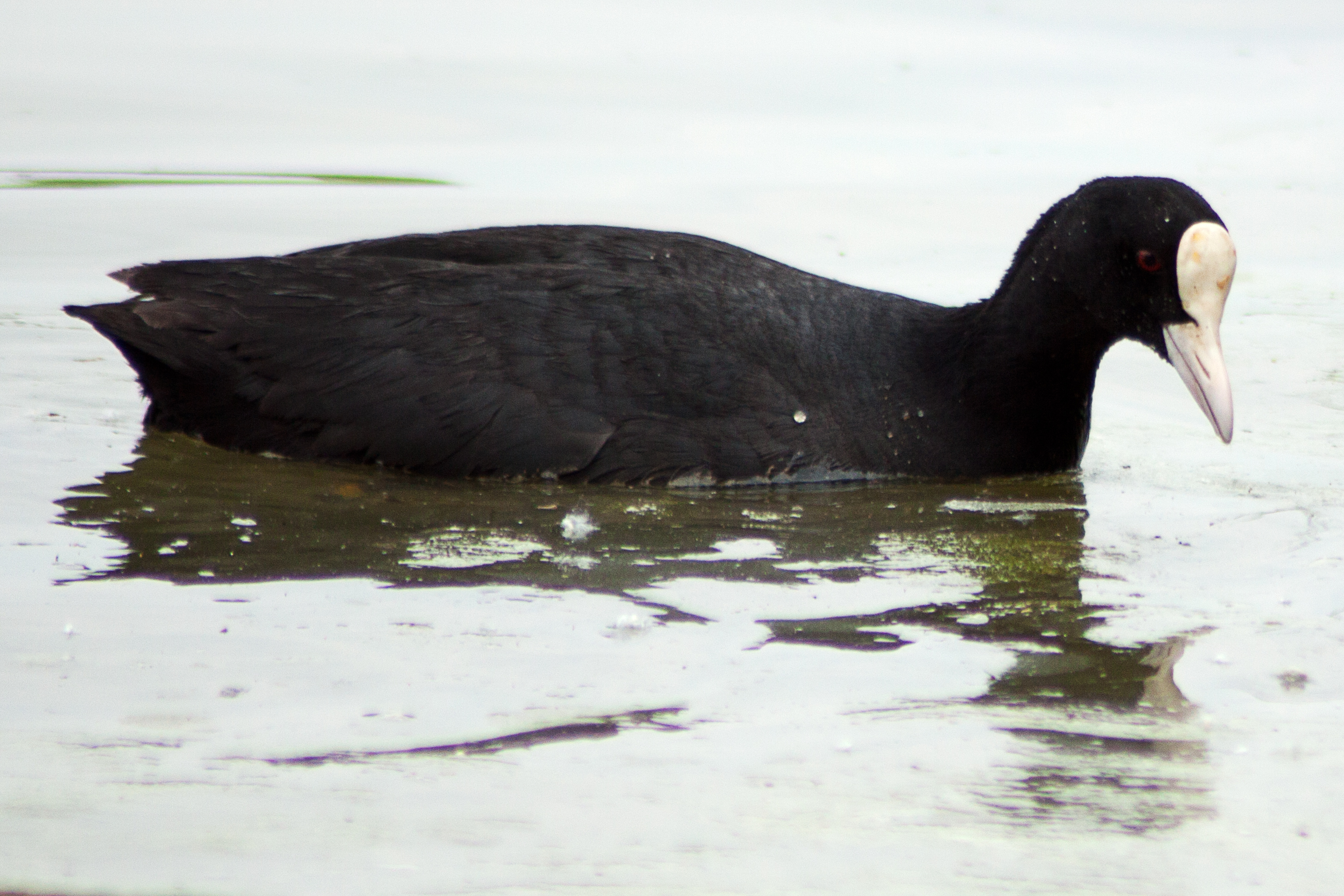
Una Folaga

Sono presenti varie specie di Chirotteri, tra i quali tre specie di interesse comunitario (rinolofo maggiore, rinolofo minore e vespertilio maggiore), oltre al pipistrello albolimbato e all'orecchione.
Il sito è frequentato da numerosi uccelli acquatici, tra i quali almeno 15 specie di interesse comunitario, prevalentemente durante il periodo migratorio (airone rosso, mignattino, mignattino piombato, sterna comune, falco di palude, falco pescatore, pettazzurro) e di svernamento (albanella reale, tarabuso). Le specie di interesse comunitario regolarmente nidificanti sono: tarabusino, cavaliere d'Italia, martin pescatore e averla piccola.
Tra i rettili, è segnalata la tartaruga palustre europea (specie di interesse comunitario), con una popolazione in buono stato di conservazione. Presente una significativa popolazione di natrice tassellata.
Riguardo ai pesci, sono presenti: il cobite comune (specie di interesse comunitario) e il triotto (specie endemica della pianura Padana), mentre tra gli invertebrati è segnalata la farfalla delle paludi d'interesse comunitario Lycaena dispar.

## Flora
Sono presenti sei habitat di interesse comunitario, dei quali uno prioritario, che coprono meno del 10% della superficie del sito: stagni temporanei mediterranei, laghi eutrofici naturali con vegetazione di Magnopotamion o Hydrocharition, vegetazione temporanea di acque oligo-mesotrofiche, i due habitat di acque laminari nitrofile con vegetazione di Paspalum e foreste a galleria di Salix alba e Populus alba. Il contesto di acque lentiche è contornato da cinte elofitiche, con habitat d'interesse regionale di canneti e magnocariceti.